# Bill Hoskyns
Bill Hoskyns (n. 19 martie 1931, Londra, Anglia, Regatul Unit – d. 4 august 2013, North Perrott⁠(d), South Somerset, Anglia, Regatul Unit) a fost un scrimer britanic, medaliat olimpic. A participat la 6 ediții ale Jocurilor Olimpice (1956, 1960, 1964, 1968, 1972, 1976) în care a câștigat o medalie de argint.